# Maeztu
Pour les articles homonymes, voir Maeztu (homonymie).
Maeztu  en basque ou Maestu en espagnol, est un village ou commune faisant partie de la municipalité d'Arraia-Maeztu dans la province d'Alava dans la Communauté autonome basque.
Le village est regroupé avec d'autres communes dans la vallée de Laminoria et comptait en 2007, 289 habitants.

## Référence
1. ↑  Officiellement « Maeztu » Euskal Herriko leku 2012-07-25 (Site d'Euskaltzaindia ou Académie de la langue basque)